# Phoroncidia flavolimbata
Phoroncidia flavolimbata là một loài nhện trong họ Theridiidae.
Loài này thuộc chi Phoroncidia. Phoroncidia flavolimbata được Eugène Simon miêu tả năm 1893.